# Katrin Mattscherodt
Katrin Mattscherodt-Bunkus (* 26. Oktober 1981 in Berlin) ist eine ehemalige deutsche Eisschnellläuferin auf den Mittel- und Langstrecken und Olympiasiegerin.
Die von Thomas Schubert trainierte, für den Eissportverein Berlin ’08 startende Katrin Mattscherodt ist viermalige Drittplatzierte, fünfmalige Vizemeisterin und 2008 erstmals deutsche Meisterin im Mehrkampf. Der Titel ermöglichte ihr die Teilnahme an der Mehrkampf-EM 2008 in Kolomna. Dort belegte sie den 9. Platz.
Sie debütierte im November 2003 im Weltcup von Erfurt. Ihre besten Platzierungen waren ein vierter und ein sechster Platz im Teamwettbewerb (2005 in Baselga di Pinè und 2004 in Inzell). Ihr bester Platz in einem Einzelrennen war ein zwölfter Platz über 1000 Meter im Dezember 2005 in Inzell.
Bei der Einzelstrecken-WM 2007 in Salt Lake City belegte sie Platz 17 über 3000 Meter und über 5000 Meter Platz 15. Im Folgejahr steigerte sie sich mit Platz 11 über 3000 Meter und Platz 10 über 5000 Meter.
Die in Berlin ausgetragene Mehrkampf-WM 2008 brachte ihr den 10. Platz ein. Im Weltcup 2007/08 konnte sie mit einer Silbermedaille dem deutschen Team den 2. Platz in der Gesamtwertung sichern. Auf den Einzelstrecken konnte sie mit Platz 10 über 3000/5000 Meter das für sie beste Saison-Ergebnis erzielen.
Mattscherodt wurde bei den Olympischen Spielen in Vancouver zusammen mit Daniela Anschütz-Thoms, Stephanie Beckert und Anni Friesinger-Postma Olympiasiegerin in der Teamverfolgung.
Für diese sportliche Leistung erhielt sie von Bundespräsident Köhler das Silberne Lorbeerblatt.

## Eisschnelllauf-Weltcup-Platzierungen
| Platzierung | 100 m | 500 m | 1000 m | 1500 m | 3000 m | 5000 m | Team |
| ----------- | ----- | ----- | ------ | ------ | ------ | ------ | ---- |
| 1. Platz    |       |       |        |        |        |        |      |
| 2. Platz    |       |       |        |        |        |        | 1    |
| 3. Platz    |       |       |        |        | 1      |        |      |
| Top 10      |       |       |        |        | 1      | 1      | 3    |